# Dante XXI
Dante XXI deseti je studijski album brazilskog thrash metal-sastava Sepultura. Objavljen je 22. ožujka 2006. Posljednji je album sastava snimljen s bubnjarom Igorom Cavalerom.

## O albumu
Dante XXI konceptualni je album; utemeljen je na epskom spjevu Božanstvena komedija Dantea Alighierija. Izvorno ime albuma glasilo je Dante 05, no naknadno je promijenjeno. Posljednji je album snimljen s izvornim bubnjarom Igorom Cavalerom, koji je napustio sastav 2006. U prvom je tjednu objave u SAD-u prodan u više od 2300 primjeraka i pojavio se na 45. mjestu ljestvice Billboard 200.

## Popis pjesama
Glazba: Derrick Green (pjesme 1. – 14.), Iggor Cavalera (pjesme 1. – 14.), Andreas Kisser (pjesme 1. – 15.), Paulo Xisto (pjesma 15.).
| 1.    | »Lost (Intro)«           | instrumentalna pjesma | 0:59 |
| 2.    | »Dark Wood of Error«     | Kisser                | 2:18 |
| 3.    | »Convicted in Life«      | Green, Kisser         | 3:09 |
| 4.    | »City of Dis«            | Green                 | 3:27 |
| 5.    | »False«                  | Kisser                | 3:34 |
| 6.    | »Fighting On«            | Green                 | 4:29 |
| 7.    | »Limbo (Intro)«          | instrumentalna pjesma | 0:44 |
| 8.    | »Ostia«                  | Kisser                | 3:06 |
| 9.    | »Buried Words«           | Green                 | 2:34 |
| 10.   | »Nuclear Seven«          | Kisser                | 3:44 |
| 11.   | »Repeating the Horror«   | Green                 | 3:11 |
| 12.   | »Eunoé (Intro)«          | instrumentalna pjesma | 0:12 |
| 13.   | »Crown and Miter«        | Green                 | 2:11 |
| 14.   | »Primium Mobile (Intro)« | instrumentalna pjesma | 0:29 |
| 15.   | »Still Flame«            | Kisser                | 4:50 |
| 38:57 |                          |                       |      |

## Zasluge
Sepultura
- Derrick Green - vokali
- Iggor Cavalera - bubnjevi
- Andreas Kisser - gitara
- Paulo Xisto - bas-gitara